# Théâtre du Cristal
 (10 juin 2023).
 (août 2023).
Il peut être nécessaire de l'améliorer pour respecter le principe de neutralité de point de vue. Veuillez consulter la page de discussion pour plus de détails.

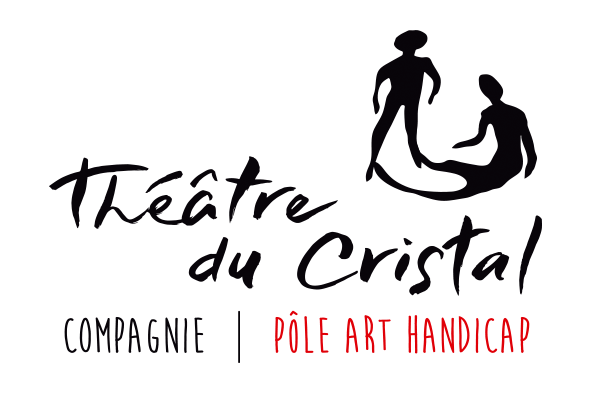

Fondé en 1989, le Théâtre du Cristal est une association qui ouvre de nouveaux champs artistiques à travers trois activités principales : la compagnie, le pôle art et handicap et l'agence artistique Cristal. Il est également à l'initiative du Festival IMAGO.

## La compagnie
La compagnie du Théâtre du Cristal est une troupe permanente fondée en 1989 par Olivier Couder. Elle accueille douze comédiens et comédiennes en situation de handicap à travers un partenariat depuis 2004 avec l’ESAT (établissement de service d’aide par le travail) La Montagne de l’association H.A.A.R.P de Cormeilles en Parisis (Val d’Oise).
Les membres de la troupe se forment aux arts de la scène (théâtre, danse, chant, marionnette…) auprès d’artistes intervenants comme Natacha Mircovich, Catherine Le Hénan, Gilbert Epron, Pierre-Jules Billon ou Gilles Vérièpe.
Sous la direction d’Olivier Couder, la compagnie a créé et diffusé plus d’une vingtaine de spectacles de théâtre en une trentaine d’années. Le plus souvent du répertoire contemporain avec des pièces d’auteurs tel que Samuel Beckett, Louis Calaferte, Eugène Durif, Henri Michaux ou encore Fabrice Melquiot, Daniel Keene et Philippe Minyana. Les dernières créations se sont en revanche orientées vers des formes plus hybrides et transversales entre le chant, la danse ou le théâtre à l’image du Cabaret des frissons garantis, Cristal Pop, le bal poétique et populaire et Variations singulières. Depuis 2018, la compagnie a conçu un nouveau format de spectacles, des Visites Décalées, produites pour le musée d'Art moderne de Paris, le château de Versailles, le musée du Quai Branly - Jacques-Chirac et le musée Matisse du Cateau-Cambrésis.
Des artistes associés ont également fait appel à des comédiens du Théâtre du Cristal pour la réalisation de créations : Philippe Adrien et la compagnie du troisième œil, Olivier Brunhes, Dominique Houdart, Eric Morin Racine, Véronique Frelaut (Cie Kalam), etc.
La compagnie propose également des actions de sensibilisation au handicap à travers des interventions théâtrales sur mesure - en entreprises, pour des collectivités... - et des ateliers de théâtre gratuits tous les mardis ouverts au public amateur.
Les comédiens sont par ailleurs représentés par l’Agence artistique Cristal et sont souvent sollicités par des réalisateurs pour le cinéma et la télévision (Chacun pour tous, La Marginale, Le bal des folles, La Belle Étincelle...).
En 2013, la troupe fait l'objet d'un documentaire de Marion Stalens, intitulé Les Acteurs singuliers, diffusé sur France 2.

### Les artistes
Angélique Bridoux, Stanislas Carmont, Vincent Chalambert, Anthony Colard, Marie Colin, Yoram Gué, Eléa Folcher, Stéphane Guérin, Clément Langlais, Stiva Michaut Paterno, Frédéric Payen, Nadia Sadji.

## Le pôle art et handicap
Le pôle art et handicap du Théâtre du Cristal est actif depuis 2010. Il a pour mission de faciliter l'accès à la culture aux personnes en situation de handicap. En partenariat avec le Conseil départemental du Val-d'Oise, une démarche visant à rapprocher les milieux de la culture et du médico-social a été mise en place. Exemples d'actions : jumelages entre établissements médico-sociaux et culturels ; ateliers de pratique artistique amateur ; grands projets d’actions culturelles ; conception d’outils / sensibilisations et stages à destination des professionnels... Il est le membre fondateur d'IMAGO-LE RÉSEAU, qui regroupe les pôles art et handicap d'Île-de-France.

## L'agence artistique Cristal
Le Théâtre du Cristal porte depuis 2021 l’Agence artistique Cristal, la première agence artistique française représentant spécifiquement des artistes en situation de handicap. Les talents sont sélectionnés pour leurs singularités et sont accompagnés tout au long de leurs projets artistiques.

## Sources
- Olivier Couder, Présence du handicap dans le spectacle vivant, Éditions Erès, 2020  (ISBN 9782749267340)
- Olivier Couder, Théâtre et handicap : l’œuvre à construire
- La voix du nord, Le Cateau-Cambrésis : une visite décalée et inclusive, c’est au musée mercredi, 2023
- Le Parisien, Le film « Chacun pour tous » révèle des talents inattendus, novembre 2018
- Handicap.fr, Un cabaret des talents " handicapés " : un régal !, mars 2018
- Lectures : "Poser des maux sur ses mots" par le Théâtre du Cristal. Le Journal de François, 10 novembre 2018.
- Cristal Pop, le bal poétique et populaire à Guyancourt. Radio Sensations, octobre 2018.